# Fastlane 2016
Fastlane 2016 è stata la seconda edizione dell'omonimo evento in pay-per-view prodotto annualmente dalla WWE. L'evento si è svolto il 21 febbraio 2016 presso la Quicken Loans Arena di Cleveland (Ohio).

## Storyline
Alla Royal Rumble, Triple H ha vinto il Royal Rumble match eliminando per ultimo Dean Ambrose e conquistando il WWE World Heavyweight Championship per la nona volta in carriera. La notte seguente, a Raw, Stephanie McMahon ha annunciato che Ambrose, il precedente campione Roman Reigns e Brock Lesnar si sarebbero affrontati a Fastlane in un triple threat match, il cui vincitore avrebbe affrontato Triple H a WrestleMania 32 per il titolo.
Alla Royal Rumble, Kalisto ha sconfitto Alberto Del Rio per vincere lo United States Championship. Nella puntata di Raw del 1º febbraio è stato annunciato che Kalisto avrebbe difeso il titolo contro Del Rio nel Kick-off di Fastlane. Del Rio ha poi sfidato Kalisto ad affrontarlo in un 2-out-of-3 Falls match.
Nella puntata di Raw del 1º febbraio, Brie Bella ha sconfitto Charlotte in un match non titolato, ottenendo pertanto un'opportunità titolata contro Charlotte per il Divas Championship a Fastlane.
Dopo che Sasha Banks ha annunciato di voler lottare nella competizione singola e ha pertanto lasciato il Team B.A.D. nella puntata di Raw 1º febbraio, le sue ex compagne Naomi e Tamina l'hanno attaccata durante il suo match contro Becky Lynch. Quest'ultima ha poi aiutato Banks, sancendo un tag team match tra le due alleanze per Fastlane.
Nella puntata di Raw del 15 febbraio, Kevin Owens ha vinto un Fatal 5-Way match che includeva Dolph Ziggler, Stardust, Tyler Breeze e il campione Dean Ambrose conquistando così per la seconda volta l'Intercontinental Championship. Ziggler ha poi avuto un confronto verbale con Owens e lo ha sfidato a un match valido per il titolo a Fastlane, con la WWE che ha poi reso il match ufficiale.
Nella puntata di Raw del 15 febbraio è stato annunciato che Edge e Christian avrebbero presentato il Cutting Edge Peep Show a Fastlane con i membri del New Day (Big E, Kofi Kingston e Xavier Woods) come ospiti.
Successivamente alla Royal Rumble, la Wyatt Family ha iniziato una faida con Big Show, Kane e Ryback con l'obiettivo di "abbattere i titani della WWE". Bray Wyatt ha sconfitto Kane e, insieme a Braun Strowman, Erick Rowan e Luke Harper, lo hanno attaccato al termine del match. Questi attacchi si sono ripetuti anche nella puntata di Raw del 1º febbraio, dopo che Erick Rowan è stato sconfitto da Big Show, e nella puntata di Raw dell'8 febbraio, quando Wyatt ha sconfitto Ryback. Nella puntata di Raw del 15 febbraio Braun Strowman ha affrontato Big Show in un match terminato per squalifica a causa di un ulteriore attacco della Wyatt Family, che però è stata fronteggiata da Kane, Ryback e dallo stesso Big Show. È stato quindi annunciato che Big Show, Kane e Ryback avrebbero affrontato Braun Strowman, Erick Rowan e Luke Harper in un six-man tag team match.
Alla Royal Rumble, AJ Styles ha fatto il suo debutto ufficiale nella WWE partecipando al Royal Rumble match. Nella puntata di Raw del 25 gennaio, Styles ha sconfitto Chris Jericho, che si è poi preso la sua rivincita nella puntata di SmackDown dell'11 febbraio. Dopo aver sconfitto The Miz nella puntata di Raw del 15 febbraio, Styles ha sfidato Jericho a un ulteriore match a Fastlane, sfida accettata da quest'ultimo nella puntata di SmackDown del 18 febbraio.

## Risultati
| #       | Incontri                                                                      | Stipulazioni                                                                          | Durata |
| ------- | ----------------------------------------------------------------------------- | ------------------------------------------------------------------------------------- | ------ |
| Kickoff | Kalisto (c) ha sconfitto Alberto Del Rio                                      | Two-out-of-three falls match per il WWE United States Championship                    | 15:02  |
| 1       | Becky Lynch e Sasha Banks hanno sconfitto Naomi e Tamina                      | Tag team match                                                                        | 09:50  |
| 2       | Kevin Owens (c) ha sconfitto Dolph Ziggler                                    | Single match per il WWE Intercontinental Championship                                 | 15:10  |
| 3       | Big Show, Kane e Ryback hanno sconfitto la Wyatt Family                       | Six-man tag team match                                                                | 10:37  |
| 4       | Charlotte (c) (con Ric Flair) ha sconfitto Brie Bella per sottomissione       | Single match per il WWE Divas Championship                                            | 12:30  |
| 5       | AJ Styles ha sconfitto Chris Jericho per sottomissione                        | Single match                                                                          | 16:25  |
| 6       | Curtis Axel (con Bo Dallas e Heath Slater) ha sconfitto R-Truth (con Goldust) | Single match                                                                          | 02:23  |
| 7       | Roman Reigns ha sconfitto Brock Lesnar (con Paul Heyman) e Dean Ambrose       | Triple threat match per determinare lo sfidante al WWE World Heavyweight Championship | 16:49  |